# Đurađ II Branković
Đurađ II Branković  (en français : Georges II Branković ou Brancovitch) est un prince serbe de la dynastie des Branković né vers 1462 et mort le 18 janvier 1516. Il est despote titulaire de Serbie de 1485 à 1496. Ayant abdiqué pour devenir moine, il est ensuite métropolite de Belgrade et temporairement métropolite de l'église de Valachie. 

## Biographie
Đurađ ou Georges est le fils de Stefan Branković, il succède à son cousin Vuk II comme despote titulaire de Serbie à la mort de ce dernier en 1485.
En 1496, il décide d'abdiquer en faveur de son frère Jovan et devient moine sous le nom de « Maxime ». Après sa nomination comme métropolite de Belgrade, il se rend en Valachie en mission diplomatique pour le compte du roi de Hongrie. Accueilli très favorablement par le prince Radu IV Cel Mare, il administre l'église valaque à partir de 1505 après le départ du pays de l'ex-patriarche Niphon. En 1507, son intervention permet de mettre fin rapidement au conflit qui avait éclaté entre le prince de Moldavie Bogdan III Cel Orb et Radu IV cel Mare. 
En 1508, il se trouve à la cour de Hongrie lorsqu'il reçoit la mission du nouveau voïvode valaque Mihnea Ier cel Rău d'annoncer la nouvelle de la mort de son prédécesseur et celle de son propre avènement. À l'automne de la même année, il ne rentre pas en Valachie et reçoit un domaine à Krušedol  où il fait bâtir un monastère. Il y reste jusqu'à sa mort, le 18 janvier 1516, et il y est enterré.
L'église orthodoxe l'a placé au rang des saints et lui consacre pour sa fête le 18 janvier.

## Union et postérité
Georges Brankovic et son épouse Isabelle del Balzo, fille d'Agilberto, duc de Nardò, ont une fille :
- Jelisabeta, épouse Alessio Span, seigneur de Drivasto et Polog.

## Sources
- Dušan T. Bataković, Histoire du peuple serbe, éditions L'Age d'Homme. Paris 2005  (ISBN 2-8251-1958-X).